# Neckarwestheim
Neckarwestheim es un municipio con 3.562 habitantes en el Distrito de Heilbronn, Baden-Württemberg, al sudoeste de Alemania. Está situado a las orillas del río Neckar y es conocida por su planta de energía nuclear.

## Historia
Neckarwestheim se llamó Kaltenwesten hasta 1884.

## Planta de Energía Nuclear
Neckarwestheim  es la ubicación de la planta de energía nuclear Neckar (GKN) con dos reactores de agua presurizada. 
- GKN 1: La potencia eléctrica nominal del bloque I, en funcionamiento desde 1976, es de 741 megavatios. La potencia nominal de corriente alternativa de tres fases es de 567 megavatios y la potencia de corriente de tracción es de 174 megavatios. El generador de corriente de tracción es el mayor del mundo para corriente alterna de fase única. El generador del bloque 1 está ajustado a un voltaje de 21.000 voltios para una corriente de 27.000 amperios, el generador  de corriente de tracción lo está a 14.500 voltios para una corriente de 12.000 amperios. La corriente producida por los generadores se transforma a 220kV (corriente alterna trifásica) o 110 kV (corriente de tracción) mediante transformadores. El Bloque I, es la única estación de energía nuclear, que produce corriente de tracción.

- GKN 2: La potencia eléctrica nominal del bloque 2, en funcionamiento desde 1988, es de 1.365 megavatios. El generador produce corriente alterna trifásica con un voltaje de 27.000 voltios y una corriente de 35.000 amperios. A diferencia de la Unidad 1, no produce corriente de tracción, pero parte de la energía generada se transforma en este tipo de corriente en la subestación. La energía es distribuida a través de los transformadores de 380 kV del generador del segundo bloque y de los equipos del motor generador.

- Planta de conversión de corriente de tracción: la planta GKN dispone de una planta para la conversión de corriente de tracción. La planta de conversión de Neckarwestheim, que está situada al lado del conmutador del bloque II; dispone de dos equipos idénticos, compuestos de un motor de corriente alterna trifásico con 12 polos y un generador sincrónico de cuatro polos y una sola fase. El voltaje de la máquina de corriente alterna trifásica asíncrona y el de la máquina de corriente de tracción es de 12,5 kV. El equipo mide 17,5 metros de largo con una anchura máxima de 7 metros. La potencia nominal para cada equipo es de 70 megavatios, lo que supone el motor-generador de corriente de tracción más grande de todos los construidos. La planta de conversión de corriente de tracción alimenta la red de corriente de tracción de 110 kV mediante los transformadores adecuados. La energía puede transferirse del generador nuclear del bloque II a través de la red de distribución de 380 kV.

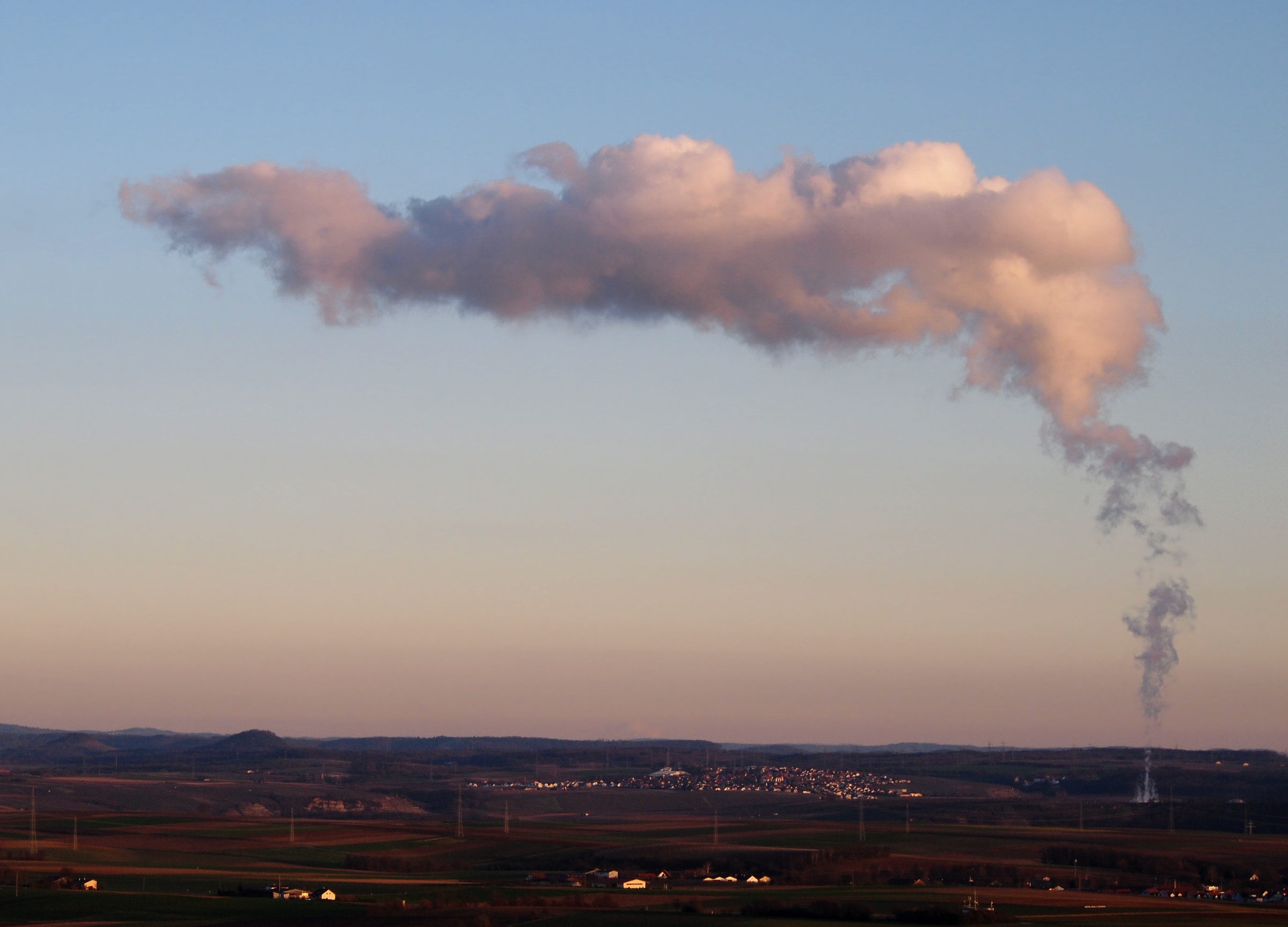
Neckarwestheim en una noche de invierno

Las dimensiones de edificio de hormigón reforzado son:
- Altura: 26,80 m
- Anchura total: 40,4 m
- Edificio de maquinaria: 42,40 m
- Longitud total: 52,40 m

## Torres de refrigeración
A fin de evitar el sobrecalentamiento del río Neckar, ambos bloques disponen de torres de refrigeración que no están construidas del modo habitual. El bloque I utiliza una torre de dos filas de celdas de refrigeración. Cada fila tiene una longitud de 186,8 metros y una altura de 18 metros. El bloque II, utiliza una torre de refrigeración híbrida con una altura de 51,22 metros. 

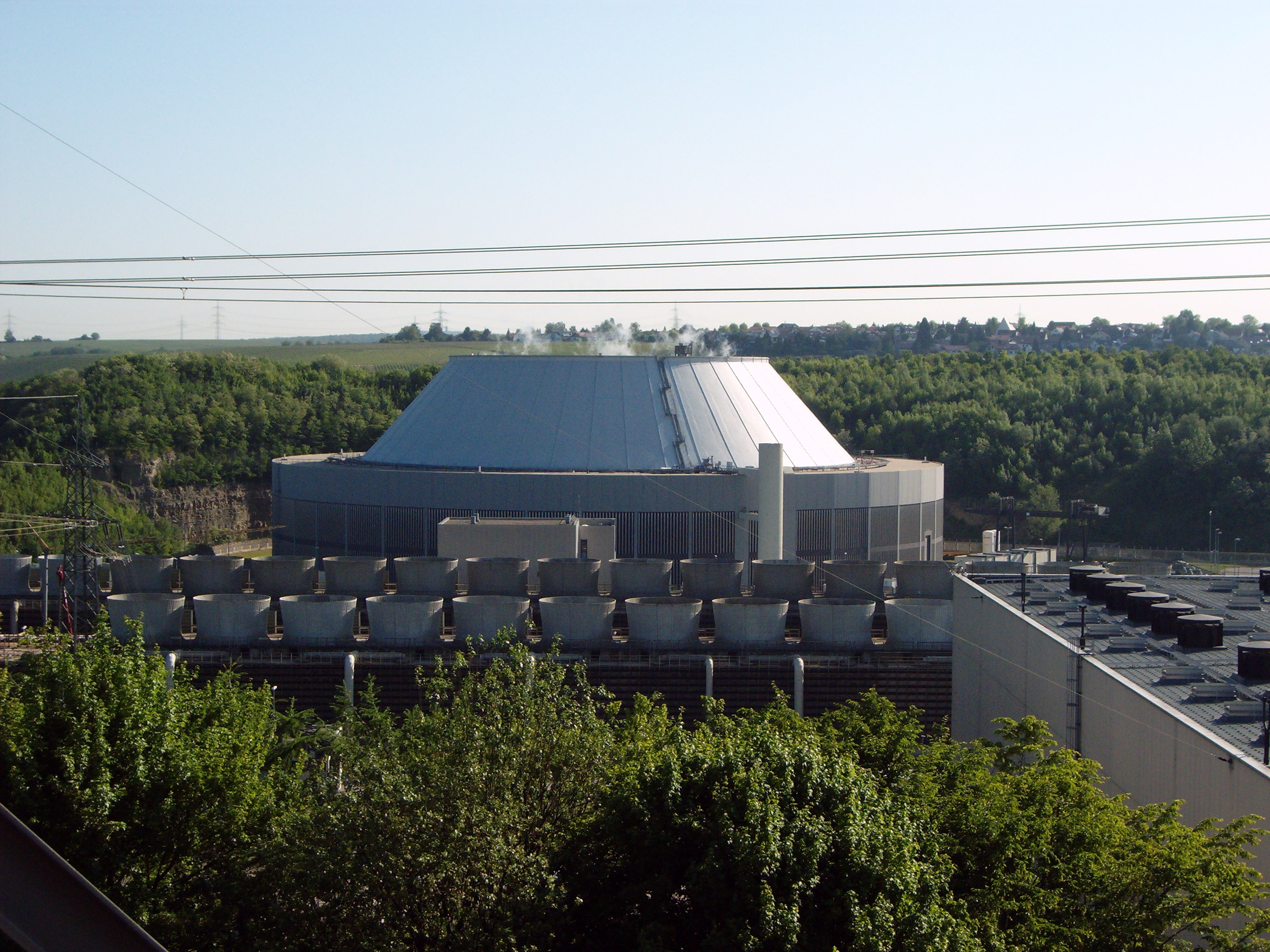
Ambas torres de refrigeración

### Torre de refrigeración híbrida de Neckarwestheim
- Altura total: 51,22 m
- Altura total sobre el nivel del depósito: 48,0 m
- Diámetro de la boca: 160,0 m
- Diámetro del depósito: 120.0 m
- Altura de la chimenea: 24,97 m
- Diámetro de la salida de aire: 73,6 m
- Capacidad de refrigeración: 2500 MW

## Averías
- En 1977 el bloque I padeció el segundo incidente más grave de las plantas de energía nuclear de la República Federal Alemana hasta ese momento. Errores numerosos cometidos por el nuevo personal dañaron el circuito primario y, al mismo tiempo, un defecto de las válvulas llevó al apagado del reactor.
- 27 de julio de 2004: Se produjo un escape inadvertido de agua contaminada de dos megabecquerels desde el bloque II al río Neckar. Como consecuencia, por primera vez en la República Federal, la compañía operadora de una planta de energía atómica fue multada con 25.000 euros, y el director gerente fue despedido.

## Líneas de energía
La energía generada en GKN es transportada mediante una línea que soporta dos circuitos de corriente de tracción, a 110 kV, y una línea de corriente alterna trifásica a 220 kV. El complejo de conmutadores está ubicado al este de Neckarwestheim. Esta línea está colgada sobre pilones de un diseño inusual con 5 brazos en cruz. En el travesero inferior hay dos circuitos de corriente de tracción, mientras que el segundo, tercero y cuarto soportan los circuitos trifásicos. Estos funcionan en el GKN 1 con 220kV y en GKN 2 con 380 kV. El travesero más alto tiene dos conductores de tierra. Debe destacarse que los circuitos de corriente de tracción fueron aislados para 220 kV, a pesar de que funcionan solo a 110 kV. Se tomó esta medida para que se pudieran soportar sobretensiones en la línea paralela de 380 kV, que no podrían soportarse si se hubiera diseñado para 110 kV. 
Las líneas de corriente de tracción desde GKN a la conmutación de Neckarwestheim y desde ahí a la subestación de Stuttgart Zazenhausen son las únicas construidas con un haz de cuatro conductores. 
El circuito trifásico de 380 kV que sale de la estación de energía nuclear GKN 2 se transforma en  trifásico de 220 kV en la planta de conmutación de Neckarwestheim hasta la estación transformadora de Großgartach cerca de Heilbronn. En la GKN también converge otra línea trifásica de corriente alterna a 110 kV en un circuito que tiene su origen en el conmutador de la planta de energía alimentada con carbón de Walheim. Esta línea no corresponde, por tanto, a transporte de energía producida por la GKN, si no para iniciar la energía de la planta nuclear. 
Hay que hacer constar que GKN nunca ha tenido conexión con la red de ferrocarril.